# هانس فيليب
هانس فيليب (بالألمانية: Hans Philipp)‏ هو طيار ألماني، ولد في 17 مارس 1917 في مايسن في ألمانيا، وتوفي في 8 أكتوبر 1943 في نوينهاوس في ألمانيا بسبب قتل في المعركة.